# Yuniesky Bouly
Yuniesky Bouly (Guantánamo, 23 novembre 1992) è un'ex cestista cubana.

## Carriera
Con Cuba ha disputato i Campionati americani del 2017.